# Zéjel
 (février 2009).
Améliorez-le ou discutez des points à vérifier. 
 (novembre 2017).
Si vous disposez d'ouvrages ou d'articles de référence ou si vous connaissez des sites web de qualité traitant du thème abordé ici, merci de compléter l'article en donnant les références utiles à sa vérifiabilité et en les liant à la section « Notes et références ».
Le zéjel est une forme de poème, dont le schéma de rimes est : AAAB1-CCCB2 -DDDB3 -EEEB4 -…
Le zéjel n'est pas une forme fixe, puisque susceptible de contenir un nombre de strophes non limité.
La quantité de 24 vers semble d'une longueur raisonnable. 
Octosyllabe, décasyllabe et alexandrin peuvent être utilisés.